# Christian Maurer (Musiker)

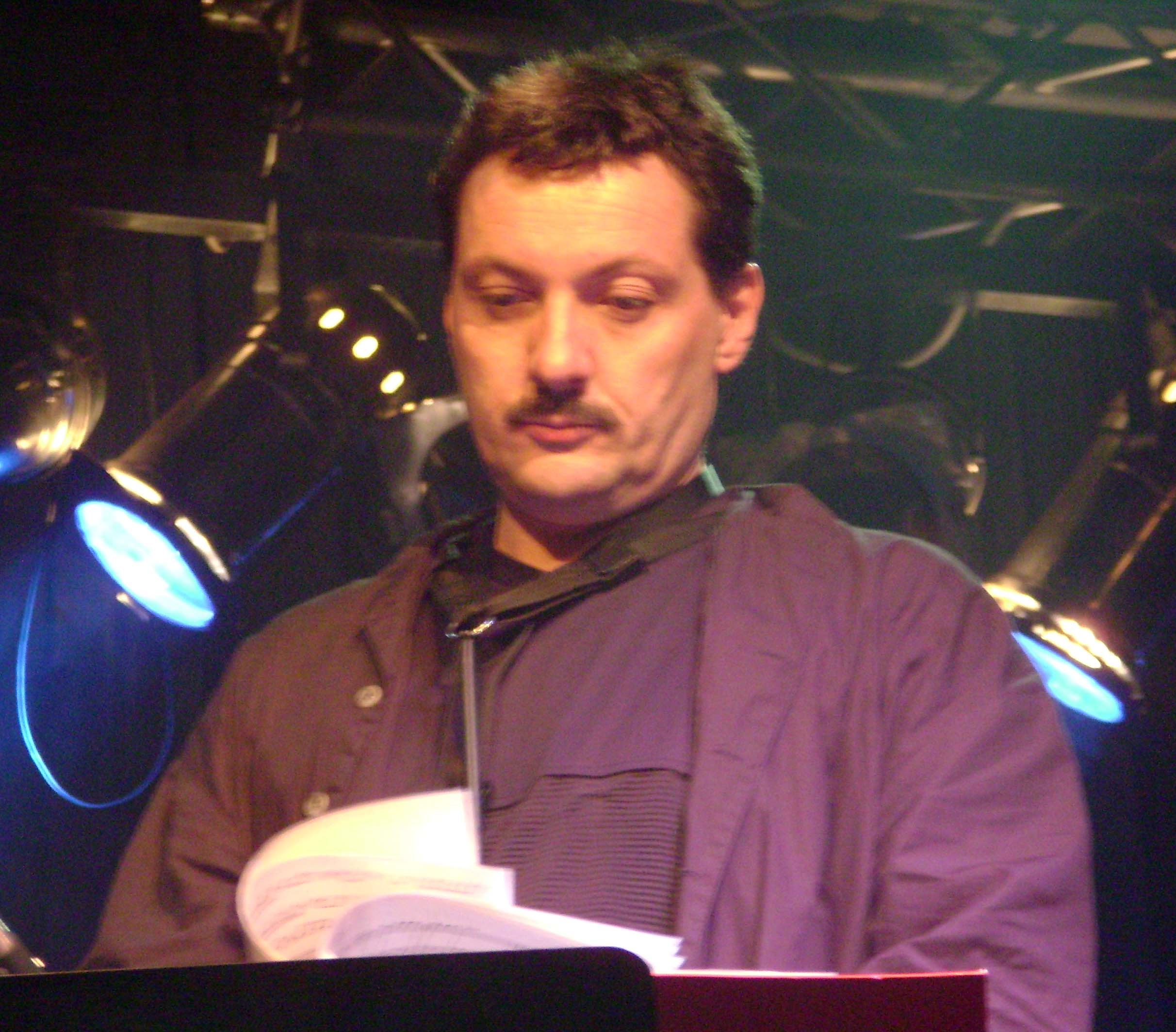
Christian Maurer 2008 bei einem Konzert mit Saxofour

Christian Maurer (* 19. April 1967 in Ried im Innkreis) ist ein österreichischer Jazz- und Klassik-Saxophonist.

## Leben und Werk
Maurer wurde 1967 in Ried in Oberösterreich geboren. Im Alter von sieben Jahren begann er Blockflöte, Klarinette und Saxophon zu spielen. Ab 1988 studierte er Saxophon an der Universität für Musik und darstellende Kunst Wien, wo er ab 1991 klassisches Saxophon unterrichtete und sich 2003 habilitierte.
Im Klassikbereich arbeitete er unter anderem mit den Wiener Philharmonikern, den Berliner Philharmonikern oder dem Radio-Symphonieorchester Wien zusammen.
Im Jazzbereich wurde er durch seine Arbeiten dem Vienna Art Orchestra, Kenny Wheeler, Karl Ratzer, Natalie Cole, Joe Zawinul, Hans Koller, Dorretta Carter und dem von ihm mitgegründeten Upper Austrian Jazz Orchestra bekannt. Weiterhin trat er mit Florian Bramböck, Klaus Dickbauer und Wolfgang Puschnig im Saxophonquartett saxofour auf, für das er auch komponierte. Außerdem spielte er mit The Supremes und Liza Minnelli sowie mit seiner Tochter, der Pianistin Anna Maurer. Travelling Hard mit dem Robert Bachner Quintett gewann 2006 den Hans-Koller-Preis als beste CD.

## Diskographie (Auswahl)
- Christian Maurer Quintett: In The Mode (Jive Music, 1996)
- Upper Austrian Jazz Orchestra & Kenny Wheeler (Dial, 1996)
- Christian Maurer, Frank Schwinn: no comment (Amadeo, 2003)
- Robert Bachner Quintet: Travelling Hard (ATS, 2006)
- Saxofour + Jamaaladeen Tacuma + Timmy Hutson: 25 Years of Joy and Fun (Skylark 2017)
- Upper Austrian Jazz Orchestra: In the Spirit of Hans Koller (ATS 2018)